# 吳伯朋 (明朝)
吳伯朋（？—？），字惟錫，浙江金華府義烏縣人，民籍，明朝政治人物。

## 生平
浙江鄉試第四十名舉人。嘉靖二十六年（1547年）中式丁未科會試第一百十二名，登第三甲第七十五名進士。

## 家族
曾祖吳文高；祖父吳瀾；父吳瓊，教諭。母蔡氏；繼母金氏。